# 친섹스 여성주의
친섹스 여성주의(Sex-positive feminism)는 성적 자유가 여성 자유의 필수 요소라는 생각에 초점을 맞춘 여성주의 운동이다. 그들은 정부, 다른 여성주의자, 여성주의 반대자 또는 기타 기관에 의해 시작되었는지 여부에 관계없이 동의한 성인 간의 성행위를 통제하려는 법적 또는 사회적 노력에 반대한다. 그들은 성소수자를 포용하고, 소외된 집단과의 연합 구축의 가치를 지지한다. 친섹스 여성주의는 친섹스 운동과 연결되어 있다. 친섹스 여성주의는 검열 반대 활동가, LGBT 활동가, 페미니스트 학자, 포르노 및 에로티카 제작자 등을 하나로 묶는다. 섹스에 긍정적인 페미니스트들은 노동자들이 존중받는다면 매춘은 긍정적인 경험이 될 수 있다고 믿으며, 성노동이 범죄화되어서는 안 된다는 데 동의한다.

## 같이 보기
- 자유연애주의

### 친섹스 여성주의 옹호

#### 기사
- Bright, Susie (October 1993). “The Prime of Miss Kitty MacKinnon” (PDF). 《East Bay Express》 (Oakland, California). Archived at Susie Bright's Journal (website)).
- McElroy, Wendy. “A Feminist Overview of Pornography, Ending in a Defense Thereof (blog)”. 《wendymcelroy.com》. Wendy McElroy. 틀:Self published inline
- McElroy, Wendy (July 1995). “From a Sexually Incorrect Feminist”. 《Penthouse》. Archived at WendyMcElroy.com (website).
- Newitz, Annalee (2002년 5월 8일). “Obscene Feminists: Why Women Are Leading the Battle Against Censorship”. 《San Francisco Bay Guardian》. 2016년 3월 3일에 원본 문서에서 보존된 문서.

#### 단체
- “Feminists for Free Expression”. 2006년 4월 26일에 원본 문서에서 보존된 문서.
- “Feminists Against Censorship”. 1997년 2월 12일에 원본 문서에서 보존된 문서. 2006년 5월 4일에 확인함.
- “Sex Worker Outreach Project”. 2020년 6월 16일에 원본 문서에서 보존된 문서. 2024년 3월 5일에 확인함.